# Kriegsmarinenewerftpolizei
Le Kriegsmarinewerftpolizei (KWM) était, durant la Seconde Guerre mondiale, une unité de police militaire de la Kriegsmarine qui comprenait environ 200 hommes, pour la plupart des réformés de la LVF.